# ブルーミントン (インディアナ州)

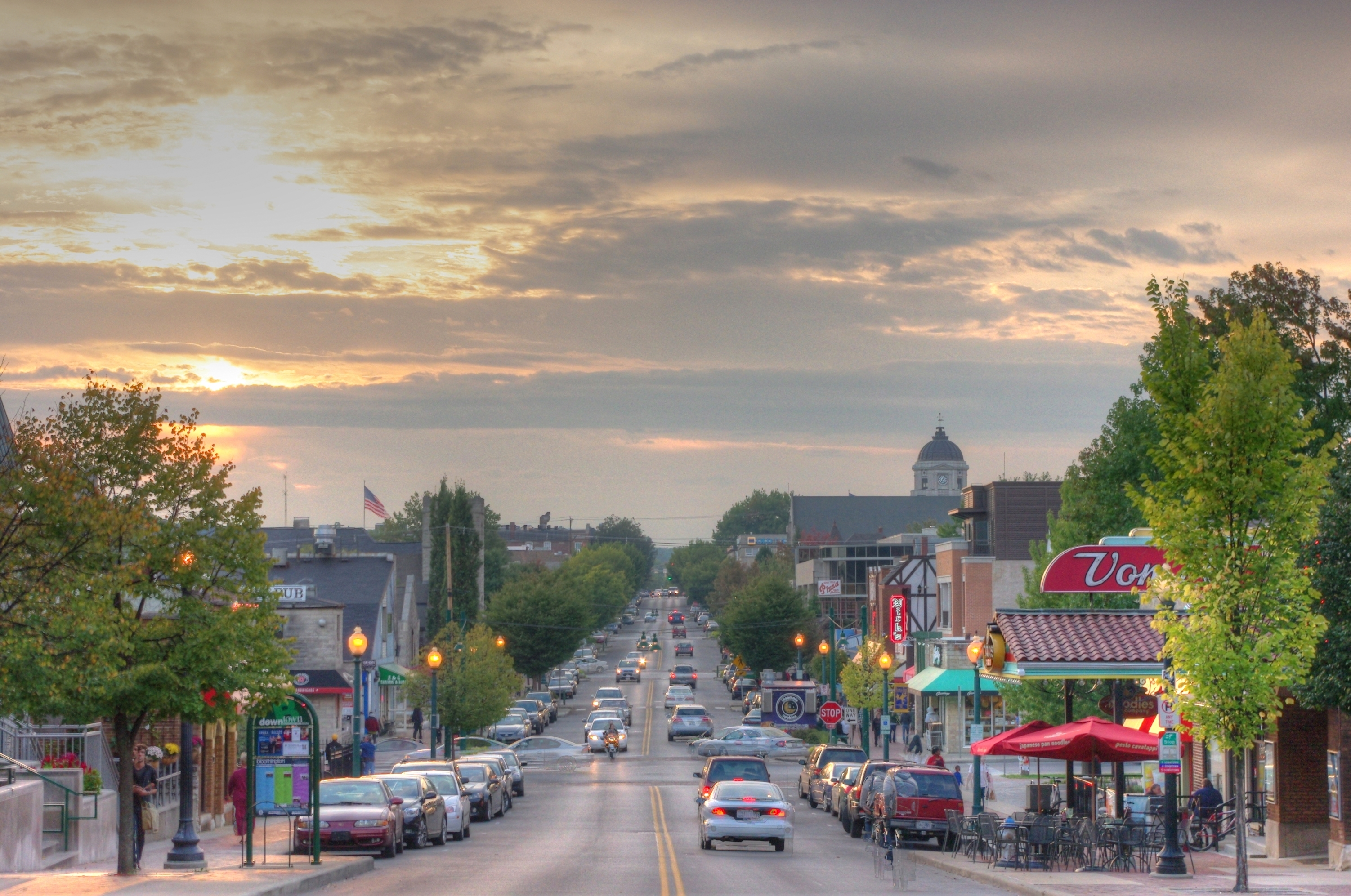
ダウンタウン

ブルーミントン（Bloomington）は、アメリカ合衆国インディアナ州の都市。モンロー郡の郡庁所在地である。人口は7万9168人（2020年）。

## 概要
1818年にケンタッキー、テネシー、カロライナおよびバージニアからの開拓者により設立された町で、当時は町に咲き誇る花々を目にした他地方からの開拓者が"花の天国”と、この地方に感銘をうけたことにちなんで命名されたと考えられている。
ブルーミントンには、州内に9キャンパスを有するインディアナ大学システム（総登録学生数91,515人; 2018年）の本部がおかれているインディアナ大学ブルーミントン校（登録学生数 42,937人; 2018年度）がある。ここはまたキンゼイ研究所（en:Kinsey Institute）の本拠地となっており、全米屈指の音楽学校の一つであるジェイコブズ音楽院の所在地である。都市の人口の大半が大学の学生および教職員からなる典型的な大学町であり大学やその関連施設で働いている市民が多い。そのため感謝祭の時期や冬休みなど学生がこぞって里帰りする期間は町の人口が一気に激減する（夏は夏期講習を受ける生徒がそこそこいるためそこまで激減はしない）。
インディアナ大学で行われる自転車競技(Little500)を主題としたアカデミー脚本賞受賞映画『ヤング・ゼネレーション』(en:Breaking Away)の舞台である。『スタートレック:ヴォイジャー』の主人公キャスリン・ジェインウェイ艦長の故郷。

## 地理

モンロー郡内の位置

ブルーミントンは北緯39度9分44秒 西経86度31分45秒 / 北緯39.16222度 西経86.52917度 (39.162147, -86.529045)に位置している。
アメリカ合衆国統計局によると、この都市は総面積60.50 km2 (23.359 mi2) である。このうち59.98 km2 (23.16 mi2) が陸地で0.52 km2 (0.199 mi2) が水地域である。総面積の0.86%が水地域となっている。ブルーミントンは、十分な降水量があり年平均降水量は44.2インチで、積雪量は19インチである。1月の平均気温（平均最低気温/平均最高気温）は（摂氏－6度/3.8度; 華氏21.2度/38.8度）で、7月の平均気温（平均最低気温/平均最高気温）は（摂氏18.4度/30.7度; 華氏46度/87.3度）である。年間を通じて比較的湿度は高い。

## 人口動勢
2000年国勢調査で、この都市は人口85,070人（2017年推計）、31,425世帯、及び10,454家族が暮らしている。人口密度は1,340.4/km2 (3,471.7/mi2) である。554.1/km2 (1,435.2/mi2) の平均的な密度に33,239軒の住宅が建っている。この都市の人種的な構成は白人83.0%、アフリカン・アメリカン4.6%、先住民0.3%、アジア8.0%、太平洋諸島系0.1%、その他の人種1.2%、及び混血30.%である。ここの人口の3.5%はヒスパニックまたはラテン系である。
この都市内の住民は11.4%が18歳未満の未成年、18歳以上24歳以下が44.5%、25歳以上44歳以下が23%、45歳以上64歳以下が13.3%、及び65歳以上が7.9%にわたっている。中央値年齢は23.3歳である。男女比は男性:女性は50.3%:49.7%となっている。
この都市の世帯ごとの平均的な収入は25,377米ドルであり、家族ごとの平均的な収入は50,054米ドルである。男性は32,470米ドルに対して女性は26,100米ドルの平均的な収入がある。この都市の一人当たりの収入 (per capita income) は16,481米ドルである。人口の29.6%及び家族の10.3% は貧困線以下である。全人口のうち18歳未満の17.3%及び65歳以上の7.6%は貧困線以下の生活を送っている。

## 交通
ブルーミントンの移動手段は、もっぱら車を用いて行われる。現在、2018年10月31日の完成を目指してマーティンスビルとブルーミントンの間の州道37号線を州間高速道路69号線にすべく工事が行われている。完成時にはブルーミントンに州間高速道路69号線の6カ所の出口が新設されることになる。さらに近隣の州間高速道路としては、70、65号線が通っており、そこまではインディアナ州のハイウェイである37号線と州道45、46、48号線などを利用する。市内の公共交通機関はインディアナ大学バスサービスとの相互乗り入れを行っている市内交通のBloomington Transitが利用可能である。またインディアナポリス空港あるいはインディアナポリス、ルイビル、セントルイス、シカゴなどの他都市にはGo Express社やGrayhound社など数社が運行している。郊外に飛行場はあるが、定期便の運航はない。また、鉄道も通っている（非電化）が、旅客駅は無く利用は貨物のみに限られている。

## 経済
ブルーミントンおよびモンロー郡には教育、生命科学、先端産業および技術などの産業があり、したがって多様な雇用機会を有する。ブルーミントンはインディアナ大学ブルーミントン校（雇用者数約 9,700名）が地方経済を支えている。また生命科学関連の雇用は全米平均よりも6倍高く、技術関連の雇用は近年80％の成長を遂げている。ブルーミントンを本拠地とする企業にはCookグループ（雇用者数約 4,600名）などがある。ブルーミントンはInc. Magazineが選ぶ ”アメリカでビジネスを行ううえで最高の都市” や Entrepreneur Magazineが選ぶ "事業家にとって最も熱い50の小さな町" の一つとしても選ばれている。さらにForbes誌は、"職務履歴を積む上で最高の都市" としてブルーミントンを第3位にランクしている。

## 主な近隣地点
- インディアナ大学システム
- キンゼイ研究所（性・性差・再生産のためのキンゼイ研究所；The Kinsey Institute for Research in Sex, Gender and Reproduction）
- en:Assembly Hall (Bloomington)
- IU Auditorium　オペラや演劇、コメディ、コンサートなどが行われている
- IU Art Museum
- ブラウン郡
- ブラウン郡州立公園 (en:Brown County State Park)
- en:Hoosier National Forest
- レモン湖 (en:Lake Lemon)
- en:Lake Monroe
- en:People's Park (Bloomington)
- en:Morgan-Monroe State Forest
- Yellowwood State Forest
- en:Monroe County Airport (Indiana)モンロー群の所有する空港。プライベート利用が主で1日約100フライトがあるが、現在定期便の運航はない。
- en:Upland Brewing Company　インディアナ州で最も大きい地ビール会社
- en:Cook Group　医療・医薬器具および機器メーカーの本部がある
- en:College Mall　インディアナ大学近くにあるショッピングモール
- Jackson Creek Shopping Center
- Whitehall Plaza Shopping Center
- Eastland Plaza Shopping Center

## 姉妹都市
- Posoltega（ニカラグア）
- サンタ・クララ（キューバ）
- 蘆洲区（台湾新北市）